# Влада Руске Федерације
Влада Руске Федерације (рус. Правительство Российской Федерации) виши је федералн извршни орган државне власти Руске Федерације. Одговара председнику Руске Федерације и под контролом је Државне думе.
Статус и ред њене активности одређени су чланом 6 Устава Руске Федерације и одредбама Федералног уставног закона "О Влади Руске Федерације". На пример, у круг овлашћења владе спада развој и обезбеђивање извршења федералног буџета и реализација политике. Иако Влада Руске Федерације не доноси законе, у круг њених дужности спада доношење федералних подзаконских акта (одлука), на основу федералних закона које доноси Федерална Скупштина.
15.јануара 2020. године, друга влада Медведева је након послања председника РФ Федералној скупштини отишла у оставку, али је обављала дужности до одобрења владе М. В. Мишустина 21. јануара 2020. године.

## Овлашћења
Влада Руске Федерације обавља своју активност на основу Устава Руске Федерације, федералних уставних закона, федералних закона и указа председника Руске Федерације.
На основу члана 114 Устава Руске Федерације, Влада врши следеће овлашћења:
- развија и представља федерални буџет Државној Думи и обезбеђује његово извршење; представља Државној Думи извештај о извршењу федералног буџета; представља Државној Думи годишње извештаје о резултатима своје активности, укључујући и питања постављена од стране Државне думе;
- обезбеђује спровођење јединствене финансијске, кредитне и новчане политике у држави;
- обезбеђује спровођење у Руској Федерацији јединствене социјално оријентисане државне политике у области културе, науке, образовања, здравства, социјалног осигурања, подршке, јачања и заштите породице, очувања традиционалних породичних вредности, као и у области заштите животне средине;
- обезбеђује државну подршку научно-технолошком развоју Руске Федерације, очување и развој њеног научног потенцијала;
- обезбеђује функционисање система социјалне заштите инвалида, заснованог на потпуном и једнаком остваривању права и слобода човека и грађанина, њиховој социјалној интеграцији без икакве дискриминације, стварању приступачног окружења за инвалиде и побољшању квалитета њиховог живота;
- остварава управљање федералном имовином и федералном имовином;
- остварава мере за обезбеђивање одбране земље, државне безбедности, реализацију спољне политике државе;
- остварава мере за обезбеђивање законности, права и слобода човека и грађанина, заштиту имовине и јавног реда, борбу против криминала;
- остварава мере за подршку институтима грађанског друштва, укључујући непрофитне организације, обезбеђује њихово учешће у изради и спровођењу државне политике;
- остварава мере за подршку добровољној (волонтерској) активности;
- промовише предузетништво и приватну иницијативу;
- обезбеђује реализацију принципа социјалног партнерства у области регулисања радних и других непосредно повезаних односа са њима;
- остварава мере усмерене на стварање повољних услова животне активности становништва, смањење негативног утицаја привредне и друге активности на животну средину, очување јединствене природне и биолошке разноликости земље, формирање одговорног односа према животињама у друштву;
- ствара услове за развој система еколошког образовања грађана, васпитање еколошке културе;
- остварава друге овлашћења која су му усклађена Уставом Руске Федерације, федералним законима, указима председника Руске Федерације.

На основу и у складу са Уставом Руске Федерације, федералним законима, нормативним указима председника Руске Федерације, влада издаје одлуке и наредбе, обезбеђује њихово извршење. Подзаконске одлуке и наредбе владе су обавезне за извршење у Руској Федерацији. Одлуке и наредбе владе у случају њихове контрадикције са Уставом Руске Федерације, федералним законима и указима председника Руске Федерације могу бити укинуте од стране председника Руске Федерације.
Лични пријем грађана од стране чланова владе врши се по чл.126 одлуке Владе Руске Федерације од 01.06.2004 № 260 "о регламенту Владе Руске Федерације и одредби о апарату Владе Руске Федерације" и чл. 13 Федералног закона № ФЗ-59 "о начину разматрања обраћања грађана Русије".

## Састав Владе и федералних органа
Владу Руске Федерације чине председник Владе Руске Федерације, заменици председника Владе Руске Федерације и федерални министри.
Председник Владе Руске Федерације, заменици председника Владе Руске Федерације и неки федерални министри именовани су од стране председника Руске Федерације уз сагласност Државне думе. Након троструког одбијања представљених кандидата заменика председника Владе Руске Федерације од стране Државне думе, федералних министара, председник Руске Федерације има право да именује заменике председника Владе Руске Федерације, Федералне министре из броја кандидатура које је представио председник Владе Руске Федерације. Ако након троструког одбијања Државне думе више од једне трећине функција чланова Владе Руске Федерације (осим позиција федералних министара, чије се именовање одвија након консултација са Саветом Федерације) остану вакантне, председник Руске Федерације има право да распусти државну думу и распише нове изборе. Председник Русије након консултација са Саветом Федерације именује на позицију федералних министара који воде питања одбране, безбедности државе, унутрашњих послова, правде, спољних послова, грађанске одбране, ванредних ситуација и ликвидације последица стихијских катастрофа, јавне безбедности.
Влада Руске Федерације у структури извршне власти. Председник и његова администрација, рачунарска палата, прокуратура и Централна банка често се не односе директно на систем извршне власти, иако су они нераскидиво повезани са њом и овлашћени извршном влашћу.
Заменици председника Владе Руске Федерације и федерални министри ослобођени су од функције председника Руске Федерације.
Структура федералних органа извршне власти (Владе Руске Федерације) потврђује се указом председника на основу предлога председника Владе Руске Федерације, који се шаље у року од недељу дана након његовог именовања (члан 112 Устава Руске Федерације).
Услед административне реформе 2004.године прецизиран је статус и расподела функција између федералних министарстава, федералних служби и федералних агенција. На пример, Федерална Министарства спроводе политику и издају нормативно-правне акте. Док, Федералне службе врше контролу и надзор. На пример, Федерална служба за државну регистрацију, кадастар и картографију (Росреестр) води кадастарски рачун некретнина. А у управу федералних агенција спада управљање имовином и пружање услуга (на пример, Росархив).
Осим тога, федерални органи извршне власти подељени су на председнике Руске Федерације (такозване силове ведомства) и Владе Руске Федерације.
У 2020.години, Устав Руске Федерације је усвојио поправке које се, између осталог, односе на принципе формирања и области активности Владе Руске Федерације.

## Чланови Владе
Називи позиција чланова владе се наводе онако како се званично називају.
| Влада Мишустина | Влада Мишустина | Влада Мишустина                        | Влада Мишустина | Влада Мишустина    | Влада Мишустина                             |
| --- | --------------- | -------------------------------------- | --------------- | ------------------ | ------------------------------------------- |
| Статус чланова Владе: Кандидатура коју је одобрила Државна Дума Кандидатура која не захтева одобрење Думе Кандидатура, одбачена од стране Думе, или повучена Кандидатура чека одобрење Именован пре измена Устава 2020. или поднет оставку Умро на функцији |                 |                                        |                 |                    |                                             |
| Положај | Портрет         | Име и презиме                          | Партија         | Партија            | термин                                      |
| Председник Владе Руске Федерације |                 | Михаил Мишустин                        |                 | Безпартијски       | од 16. јануара 2020                         |
| Председник Владе Руске Федерације |                 | Андреј Белоусов (вршилац дужности)     |                 | Безпартијски       | 30. априла - 19. маја 2020                  |
| Заменици председника владе |                 |                                        |                 |                    |                                             |
| Први заменик председника Владе Руске Федерације о питањима финансијско-економске политике |                 | Андреј Белоусов                        |                 | Безпартијски       | од 21. јануара 2020                         |
| Заменик председника Владе Руске Федерације о науци, високом образовању, дигиталној економији, медијима, туризму и спорту. Куратор у Волшком федералном округу                                                                                               |                 | Дмитриј Чернышенко                     |                 | Безпартијски       | од 21. јануара 2020                         |
| Заменик председника Владе Руске Федерације о питањима социјалне политике и културе. Кустос у Северозападном савезном округу |                 | Татьяна Голикова                       |                 | Јединствена Русија | од 18. мај 2018                             |
| Заменик председника Владе Руске Федерације по питањима изградње, ЖКХ и регионалног развоја. Кустос у Јужном савезном округу |                 | Марат Хуснуллин                        |                 | Безпартијски       | од 21. јануара 2020                         |
| Заменик председника Владе Руске Федерације о питањима агропромишљеног комплекса, природних ресурса и екологије. Куратор у Сибирском федералном округу |                 | Викторија Абрамченко                   |                 | Беспартийная       | од 21. јануара 2020                         |
| Заменик председника Владе Руске Федерације по питањима одбрамбено-промишљеног комплекса и ракетно-космичке индустрије. Куратор у Уралном федералном округу                                                                                                  |                 | Јуриј Борисов                          |                 | Безпартијски       | 18. мај 2018 - 15. јула 2022                |
| Заменик председника Владе Руске Федерације по питањима одбрамбено-промишљеног комплекса и ракетно-космичке индустрије. Куратор у Уралном федералном округу                                                                                                  | упражњено       | упражњено                              | упражњено       | упражњено          | од 15. јула 2022                            |
| Заменик председника Владе Руске Федерације - министар индустрије и трговине Руске Федерације |                 | Денис Мантуров                         |                 | Безпартијски       | од 15. јула 2022                            |
| Заменик председника Владе Руске Федерације о питањима горивно-енергетског комплекса. Куратор у Северно-Кавкашком федералном округу |                 | Александар Новак                       |                 | Безпартијски       | од 10. новембра 2020                        |
| Заменик председника Владе Руске Федерације о питањима евроазијске интеграције, сарадње са земљама СНД, БРИКС, G20 и међународних догађаја |                 | Алексеј Оверчук                        |                 | Безпартијски       | од 21. јануара 2020                         |
| Заменик председника Владе Руске Федерације — полномочни представник председника Руске Федерације у Далекоисточном федералном округу. Куратор у Далекоисточном федералном округу                                                                             |                 | Јуриј Трутнев                          |                 | Јединствена Русија | од 31. августа 2013.                        |
| Заменик председника Владе Руске Федерације — руководитељ аппарата Владе Руске Федерације. Кустос у Средишњем савезном округу |                 | Дмитриј Григоренко                     |                 | Безпартијски       | од 21. јануара 2020                         |
| Министри |                 |                                        |                 |                    |                                             |
| Министар унутрашњих послова |                 | Владимир Колоколцев                    |                 | Безпартијски       | од 21. маја 2012.                           |
| Министар за цивилну одбрану, ванредне ситуације и катастрофе |                 | Евгений Зиничев                        |                 | Безпартијски       | 18. маја 2018. — 8. септембра 2021. погинуо |
| Министар за цивилну одбрану, ванредне ситуације и катастрофе |                 | Александар Чупријан (вршилац дужности) |                 | Безпартијски       | 10. септембра 2021 - 22. маја 2022          |
| Министар за цивилну одбрану, ванредне ситуације и катастрофе |                 | Александар Куренков                    |                 | Безпартијски       | од 22. маја 2022                            |
| Министар здравља |                 | Михаил Мурашко                         |                 | Безпартијски       | од 21. јануара 2020                         |
| Министар спољних послова |                 | Сергеј Лавров                          |                 | Безпартијски       | с 9 марта 2004                              |
| Министар културе |                 | Олга Любимова                          |                 | Беспартийная       | од 21. јануара 2020                         |
| Министар одбране |                 | Сергеј Шојгу                           |                 | Јединствена Русија | од 6. новембра 2012.                        |
| Министар просвете |                 | Сергеј Кравцов                         |                 | Безпартијски       | од 21. јануара 2020                         |
| Министар науке и високог образовања |                 | Валериј Фалков                         |                 | Јединствена Русија | од 21. јануара 2020                         |
| Министар за развој Далеког истока и Арктика |                 | Александар Козлов                      |                 | Јединствена Русија | 18. мај 2018 - 9. новембра 2020             |
| Министар за развој Далеког истока и Арктика |                 | Алексеј Чекунков                       |                 | Безпартијски       | од 10. новембра 2020                        |
| Министар природних ресурса и екологије |                 | Дмитриј Кобылкин                       |                 | Јединствена Русија | 18. мај 2018 - 9. новембра 2020             |
| Министар природних ресурса и екологије |                 | Александар Козлов                      |                 | Јединствена Русија | од 10. новембра 2020                        |
| Министар индустрије и трговине |                 | Денис Мантуров                         |                 | Безпартијски       | од 21 маj 2012                              |
| Министар за дигитални развој, комуникације и масовне комуникације |                 | Максут Шадајев                         |                 | Безпартијски       | од 21. јануара 2020                         |
| Министар пољопривреде |                 | Дмитриј Патрушев                       |                 | Безпартијски       | од 18. мај 2018                             |
| Министар грађевинарства и стамбено-комуналне економије |                 | Владимир Јакушев                       |                 | Јединствена Русија | 18. мај 2018 - 9. новембра 2020             |
| Министар грађевинарства и стамбено-комуналне економије |                 | Ирек Файзуллин                         |                 | Безпартијски       | од 10. новембра 2020                        |
| Министар спорта |                 | Олег Матицин                           |                 | Безпартијски       | од 21. јануара 2020                         |
| Министар саобраћаја |                 | Евгений Дитрих                         |                 | Јединствена Русија | 18. мај 2018 - 9. новембра 2020             |
| Министар саобраћаја |                 | Виталиј Савељев                        |                 | Јединствена Русија | од 10. новембра 2020                        |
| Министар рада и социјалне заштите |                 | Антон Котяков                          |                 | Безпартијски       | од 21. јануара 2020                         |
| Министар финансија |                 | Антон Силуанов                         |                 | Јединствена Русија | од 16. децембра 2011. г.                    |
| Министар економског развоја |                 | Максим Решетников                      |                 | Јединствена Русија | од 21. јануара 2020                         |
| Министар енергетике |                 | Александар Новак                       |                 | Безпартијски       | 21. маја 2012 - 10. новембра 2020           |
| Министар енергетике |                 | Николај Шулгинов                       |                 | Безпартијски       | од 10. новембра 2020                        |
| Министар правде |                 | Константин Чујченко                    |                 | Безпартијски       | од 21. јануара 2020                         |

## Координациони и саветодавни органи Владе
- Владина комисија за контролу спровођења страних инвестиција у Руској Федерацији
- Владина комисија за буџетска прилагођавања за наредну фискалну годину и планирани период
- Владин савет за развој домаће кинематографије
- Владина комисија за здравље грађана
- Владина комисија за социјално-економски развој северно-кавкаског федералног округа
- Владина комисија за координацију активности отворене владе
- Државна комисија за социјално-економски развој Далеког истока, Републике Бурятије, Забайкальског краја и Иркутске области
- Владина комисија за безбедност саобраћаја на путевима
- Владина комисија за економски развој и интеграцију
- Владина комисија за конкуренцију и развој малих и средњих предузећа
- Владина комисија за развој становања
- Владина комисија за миграциону политику
- Владина комисија за територијално планирање у Руској Федерацији
- Владина комисија за инвестиционе пројекте од националног, регионалног и међурегионалног значаја
- Државна гранична комисија
- Поморска колегија при Влади Руске Федерације
- Авиациона колегија при Влади Руске Федерације
- Комисија за извозну контролу Руске Федерације
- Владина комисија за обезбеђивање реализације мера за спречавање банкротства стратешких предузећа и организација, као и организација одбрамбено-промишљеног комплекса
- Комисија за питања религиозних удружења при Влади Руске Федерације
- Комисија Владе Руске Федерације за законску активност
- Атестациона Комисија Владе Руске Федерације
- Комисија за организацију припреме управљачких кадра за организацију народне економије Руске Федерације
- Владина комисија за развој телевизијског емитовања
- Владина комисија за спровођење административне реформе
- Владина комисија за увођење информационих технологија у рад државних органа и органа локалне самоуправе
- Комисија Владе Руске Федерације за питања агропромишљеног и рибарског комплекса
- Владина комисија за праћење и оперативни одговор на промену услова тржишта хране
- Владина комисија за обезбеђивање руског присуства на архипелагу Свалбард
- Владина комисија за транспорт
- Владина комисија за комуникације
- Владина комисија за спречавање негативних последица техногенске несреће изазване поплавом рудника Верхнекамског налазишта калијано-магнејумских соли у Березники (Пермијски крај)
- Владина комисија за питања горивно-енергетског комплекса, репродукцију минерално-сировине базе и повећање енергетске ефикасности економије
- Владина комисија за развој електричне енергије
- Владина комисија за социјално-економски развој Републике Крим и града Севастопоља (од 15. јула 2015)
- Савет за развој шумског комплекса при Влади Руске Федерације
- Савет при Влади Руске Федерације за питања попечиштва у социјалној сфери
- Руска тространа комисија за регулисање социјално-трудних односа
- Владина комисија за малолетнике и заштиту њихових права
- Комисија Руске Федерације за послове УНЕСКО-а
- Владина комисија за земљаке у иностранству
- Комисија за питања међународне хуманитарне и техничке помоћи при Влади Руске Федерације
- Савет за грантове Владе Руске Федерације за државну подршку научним истраживањима која се спроводе под вођством водећих научника у руским образовним установама високог стручног образовања, научним установама Државне академије наука и државним научним центрима Руске Федерације
- Државна комисија за радио фреквенције
- Владина комисија за питања биолошке и хемијске безбедности Руске Федерације
- Владина комисија за превенцију прекршаја
- Владина комисија за безбедност електричне енергије (савезно седиште)
- Владина комисија за спречавање и елиминацију ванредних ситуација и заштиту од пожара
- Владина комисија за развој и реализацију антинаркотичких програма који обезбеђују интересе Руске Федерације у Централној Азији

## Организације под владом
- Аналитички центар при Влади Руске Федерације
- Институт законодавства и упоредног правознања при Влади Руске Федерације
- Информативна телеграфска агенција Русије (ФГУП)
- Московски државни универзитет имени М. В. Ломоносова
- Национални истраживачки универзитет "Градуате Сцхоол оф Ецономицс"
- Национални истраживачки центар Курчатовски институт
- Руска академија сликарства, вајања и грађевинарства Илије Глазунова
- Санкт Петербургски државни универзитет
- Финансијски Универзитет при Влади Руске Федерације
- Руска академија народне економије и државне службе при президенту Руске Федерације
- Национални истраживачки центар Институт имени Н.Е. Жуковског
- Истраживачки центар приватног права имени С. С. Алексеева при президенту Руске Федерације
- Међународни дечји центар"Артек"
- Сверуски дечји центар "Орленок"
- Сверуски дечји центар "Смена"
- Руски Центар за децу "Океан"

Званични штампани орган Владе Русије је "Руска новина". 28. децембра 1999. године отворен је званични сервер Владе Руске Федерације на адреси www.правительство.рф (или www.government.gov.ru).

## Награде Владе
Влада Русије има низ награда.
- Национална индустријска награда за индустрију
- Награда за квалитет
- Сверосијска награда у области међународне кооперације и извоза "Експортер године"
- Сверуски конкурс "најбоља општинска пракса"
- Сверосијски конкурс најбољих пројеката за стварање удобног градског окружења у малим градовима и историјским насељима
- Награда за науку и технологију
- Награда за науку и технологију за младе научнике
- Награда за свемирске активности
- Награда за образовање
- Награда за културу
- Награда за туризам
- Медијска награда
- Премија Петра Великог

## Дјелокруг
Влада Руске Федерације:
- израђује и подноси Државној думи федерални буџет; подноси завршни рачун о извршењу; подноси једногодишње извјештаје о свом раду;
- спроводи јединствену финансијску, кредитну и новчану политику;
- спроводи јединствену државну политику у области културе, науке, образовања, здравља, социјалне заштите, екологије;
- управља федералном имовином;
- предузима мјере за очување одбране земље, државне безбједности, реализације спољне политике;
- предузима мјере за очување законитости, права и слобода грађана, заштите имовине и јавног реда, борбе против криминала;
- остварује друге надлежности прописане Уставом, федералним законима и указима предсједника Руске Федерације.

Рад Владе се уређује федералним уставним законом. Ради извршења својих надлежности Влада доноси одлуке и наредбе (рус. постановления и распоряжения). Одлуке су општи правни акти, а наредбе појединачни. Може их укинути предсједник Руске Федерације уколико су противни Уставу, федералним законима и указима.

## Државни ванбюджетни фондови
Влада Русије у име Руске Федерације врши функције и овлашћења власника (оснивача) два ванбюджетна фонда:
- Савезни фонд обавезног здравственог осигурања (рус. Федеральный фонд обязательного медицинского страхования)
- Фонд пензијског и социјалног осигурања Руске Федерације (рус. Фонд пенсионного и социального страхования Российской Федерации)